# Aceprensa
Aceprensa es una empresa informativa española de carácter cultural, especializada en el análisis de temas actuales: aporta puntos de referencia solventes –con rigor universitario y estilo periodístico, y con independencia política- sobre tendencias básicas de sociedad, cultura y educación, corrientes de pensamiento y estilos de vida. Dedica especial atención a la crítica de libros, cine y series, arte y espectáculos, y videojuegos.
Se distribuye por suscripción: permite el acceso a los servicios publicados en la página Web; la fórmula premium añade el envío de una revista mensual impresa, así como el acceso libre al archivo de lo publicado desde 1993; además, ofrece a entidades culturales y educativas un acceso especial a través de sus intranets.

## Historia
Aceprensa fue fundada en Madrid en 1969 por el periodista Salvador Bernal. Si bien sus orígenes se encuentran en la Agencia Central de Prensa —una agencia de colaboraciones inscrita en el registro de empresas del Ministerio de Información y Turismo—. Su propietario, el impresor y editor de publicaciones, Francisco Salazar se lanzó al campo informativo, animado por la promulgación de la nueva Ley de prensa (1966). Pero, pocos meses después se vio obligado a suspender la publicación. En ese momento Salvador Bernal fue nombrado director e Ignacio Aréchaga (fallecido en 2023), subdirector de una nueva publicación, relacionada con la anterior. Ellos transformaron la antigua Agencia en Aceprensa. Esta transformación convirtió a Aceprensa en un medio que abordaba de forma innovadora temas culturales y sociales de actualidad, dirigido a un público interesado en comprender en profundidad los desafíos del tiempo en el que vivían. Para lograrlo, se buscó la colaboración de expertos capaces de aunar rigor científico y claridad expositiva, ofreciendo al lector análisis constructivos y optimistas.
Los artículos de Aceprensa se caracteriza por un enfoque analítico y crítico de la actualidad, con especial atención a las corrientes de pensamiento y los valores culturales que influyen en la sociedad. Con su visión e inspiración cristiana, promueven la dignidad humana a través de sus artículos. Dichos artículos están caracterizados por una perspectiva internacional, diversidad de fuentes, el aprecio por los matices, la ausencia de partidismo político y un lenguaje accesible. A lo largo de su historia, Aceprensa ha desarrollado un modelo periodístico propio, destacando por su rigor y su compromiso con la verdad.
Desde su fundación, Aceprensa se ha desarrollado en dos aspectos: 1. Aspecto externo: los dípticos originales -escritos en papel- dejaron paso a una plataforma multimedia que incluye una página web con artículos, podcast, videos, manteniendo una revista mensual. 2. Aspecto interno: la evolución ideológica experimentada en la sociedad desde los años setenta —en el que los temas de debate eran principalmente: vida, familia, y educación—, ha traído nuevos temas —energía y medio ambiente, inmigración, feminismo, mujer, políticas inclusivas—. En ese debate cultural, en abierto diálogo con otras sensibilidades, Aceprensa ofrece una serie de recursos: videos, artículos escritos, de audio, podcast, con la producción de analistas especialistas en cada materia.
Los artículos de Aceprensa, redactados por un equipo de periodistas y académicos, se ajustan a las pautas del manual de estilo de la propia agencia de noticias. En un contexto informativo cada vez más complejo, la agencia trata de aportar un valor añadido al lector, ofreciendo una mirada más allá de los titulares, proporcionando al lector las herramientas necesarias para evaluar críticamente la información y formar su propio juicio.
Los directores de la Agencia han sido: Salvador Bernal (1969-1986), Ignacio Aréchaga (1986-2016),Rafael Serrano (2016-2020), y José María Román (desde 2020).